# Newry, Indiana
Pentru alte utilizări ale numelui propriu Newry, a se vedea Newry (dezambiguizare).
Newry este o comunitate neîncorporată din township-ul Vernon  din comitatul Jackson, statul  Indiana,  Statele Unite ale Americii. 

## Istoric
Localitatea Newry nu a fost niciodată cartografiată.  În anul 1846, un oficiu poștal a fost deschis în Newry, dar a fost desființat în 1860.   Una din primele fabrici din Vernon Township a construită în Newry. 